# 定義域の着色
定義域の着色とは、複素平面の各点に色を割り当て、複素関数を視覚化するための手法である。

## 四次元の可視化
実数値関数のグラフは、例えば、xとyのような二次元で描画することができるが、複素関数（より正確には、{\displaystyle g:\mathbb {C} \to \mathbb {C} }の複素値関数）のグラフは、4つの次元の視覚化を必要とする。これを実現する方法は、リーマン面で、ほかに「定義域の着色」がある。

## 方法
複雑な値は色で可視化され、この割り当ては「色関数」と呼ばれ、多くの異なる色関数が使用されている。一般的には、カラーホイールに続く色相で複素数の偏角を表し、明度や彩度などの他の手段で絶対値を表す。

## シンプルな彩色の例
次の例では、原点の色を黒、赤を1、シアンを -1、無限の点を白で示している:
{\displaystyle {\begin{aligned}H&=\arg z,\\L&=\left(1-2^{-\left|z\right|}\right)\times 100\%,\\S&=100\%.\end{aligned}}}
より正確には、HLS色相、明度、彩度）カラーモデルを使用する。彩度は常に最大100％に設定される。原色が単位円上で連続的に回転しているので、1の冪根が赤、黄、緑、シアン、青、マゼンタで表される。絶対値は、単調写像を介して強度によって彩色される。
HSL色空間は知覚的に一様ではないので、一方が知覚される黄色、シアン色の彩度、及びマゼンタ（その絶対値は、赤、緑、青と同じであっても）との周りにスジを確認される。
Labの色空間を使用すると、これが補正され、画像がより知覚的に一様になるが、より画像が荒れる。

## 注意事項
色覚異常を患っている人は、このようなグラフの解釈に問題がある恐れがある。